# Luz Long
Luz Long, celým jménem Carl Ludwig Hermann Long (27. dubna 1913 Lipsko – 14. července 1943 Acate) byl německý dálkař. Byl členem klubu Leipziger SC, získal titul doktora práv na Lipské univerzitě.
Na domácích olympijských hrách 1936 získal v soutěži dálkařů stříbrnou medaili a v trojskoku skončil desátý. Na mistrovství Evropy v atletice 1934 a mistrovství Evropy v atletice 1938 obsadil shodně třetí místo. Byl šestkrát mistrem Německa, v roce 1937 vytvořil evropský rekord výkonem 7,90 m.
Za druhé světové války sloužil u protiletadlové jednotky a padl během invaze na Sicílii, je pochován na vojenském hřbitově v Motta Sant'Anastasia. V mnichovském Olympiaparku je po něm pojmenována ulice Luz-Long-Ufer.
Známé bylo jeho přátelství s velkým soupeřem, černým Američanem Jesse Owensem. V kvalifikaci dálkařů na berlínské olympiádě Owens dvakrát přešlápl a hrozilo mu vyřazení. Long šel o přestávce za ním a poradil mu, aby si posunul rozběh. Owens pak třetím pokusem vyhrál kvalifikaci a ve finále získal zlatou medaili v olympijském rekordu 8,06 m. Za tuto nezištnou pomoc soupeři byla Longovi posmrtně udělena Cena Pierra de Coubertina. Po válce navštívil Owens Německo a setkal se s Longovou rodinou, jeho synu Kaiovi šel dokonce za svědka na svatbě.